# Long ligament radio-lunaire
 
Le long ligament radio-lunaire est un ligament extrinsèque du carpe. Il s'insère sur le radius sur le bord ulnaire de l'insertion radiale du ligament radio-scapho-capital et se termine sur l'os lunatum et l'os triquetrum.